# Блессит, Артур
Артур Оуэн Блессит (англ. Arthur Owen Blessitt, 27 октября 1940, Гринвилл, Миссисипи — 14 января 2025, Денвер) — американский странствующий христианский проповедник, известный тем, что пронёс крест через все страны мира.

## Биография

### Ранние годы и карьера
Блессит родился в Гринвилле, штат Миссисипи, и вырос на северо-востоке Луизианы, где его отец управлял большой хлопковой фермой. В возрасте семи лет Блессит стал христианином. Он учился в колледже Миссисипи и баптистской семинарии «Голден Гейт», но оставил учёбу, чтобы служить пастором в нескольких баптистских церквях в разных частях США.
В конце 1960-х годов Блессит начал проповедовать в Голливуде, штат Калифорния. Там он стал известен как «служитель Сансет-стрип». В марте 1968 года он открыл кофейню под названием His Place в арендованном здании по соседству с топлесс-гоу-гоу-клубом.

### Поход с крестом
Артур Блессит изготовил крест в 1968 году, чтобы повесить на стену «Его дома» на Сансет-Стрип в Голливуде, и совершал короткие крестные шествия в этом районе. 25 декабря 1969 года он начал свой путь с крестом, пройдя пешком от Лос-Анджелеса до Вашингтона, округ Колумбия. Говоря о том, что побудило его совершить эти походы, он сказал, что «услышал голос Иисуса, призывающий его идти к каждому народу». В течение короткого периода, с 1970 по 1971 год, он организовал евангелизационную площадку на Таймс-сквер в Нью-Йорке, которая была похожа на его голливудскую кофейню. В мае 1971 года Блессит совершил свой первый зарубежный пешеходный переход, начав с Северной Ирландии.
Блессит пронёс крест по всем частям света. Во время Холодной войны он пронёс свой крест в Польше, Венгрии, Югославии, Болгарии и других странах. В 1988 году он единственный раз посетил со своим крестом Советский Союз, проведя пять дней в Москве. В 1992 году, после распада Советского Союза, он посетил другие постсоветские республики, включая страны Балтии и Украину. Он пронёс крест через такие страны и территории, как Ирак, Северная Корея, Иран, Афганистан, Сомали, Судан, Китай, Южная Африка, Ливан, Индия, Антарктида, Палестина, Израиль, Куба, Ливия, Северный и Южный Йемен, Вьетнам и Монголия.
Во время путешествий Блессит встречался со многими мировыми и религиозными лидерами, включая Джорджа Буша-младшего, Билли Грэма, Папу Иоанна Павла II, Ясира Арафата и Муаммара Каддафи. Его арестовывали 24 раза, и дважды он терял крест.
В рамках крестного хода по Бейруту Блессит решил взять с собой своего сына Артура Джошуа.
13 июня 2008 года Артур Блессит прошёл свою 38 102-ю милю (61 319-й км) на Занзибаре, выполнив поставленную им перед собой цель — пройти пешком по всем «странам и островам» мира.
По состоянию на июль 2019 года Блессит всё ещё принимал участие в крестных ходах по всему миру. Блессит утверждал, что преодолел более 43 000 миль (69 202 км) по 324 «странам, островным группам и территориям». Он также утверждал, что пересёк все океаны и побывал на всех семи континентах (включая Антарктиду). PR Newswire Trinity Broadcast Network утверждает, что он известен во всём мире как «Паломник с крестом». Он занесён в Книгу рекордов Гиннесса 2015 года как обладатель рекорда по самому длинному кругосветному паломничеству/пешеходному путешествию.
Блессит стал героем различных документальных фильмов, таких как «Музей Креста Артура и Дениз Блессит» (2014), «Артур: Пилигрим» (1988) и «Крест: История Артура Блессита» (2009), режиссёром которых был Мэтью Крауч.

### Религиозные взгляды
Блессит оставался в рамках евангельской традиции протестантского христианства и находился в харизматической ветви этой традиции. В качестве источников вдохновения он назвал Р. Т. Кендалла и Чарльза Сперджена.

### Политика
Блессит предпринял неудачную попытку выдвинуть свою кандидатуру на пост президента от Демократической партии в 1976 году. Он снял свою кандидатуру после участия в праймериз в Нью-Гэмпшире и Флориде. Он занял пятое место во Флориде, набрав 8171 голос. Он заявил, что он «счастливый неудачник», поскольку «духовная и нравственная реформа в любом случае стала главным вопросом кампании».

### Личная жизнь и смерть
Его первый брак был с Шерри Энн Симмонс, на которой он женился через три недели после знакомства в 1963 году. У них было шестеро детей: Джина, Артур Джоэл, Джой, Артур Джошуа, Артур Джозеф и Артур Джерусалем. Блессит и Симмонс развелись в 1990 году.
Позднее в 1990 году он женился на Дениз Ирджа Браун. Вместе они усыновили девочку Софию и жили в Денвере, штат Колорадо.
Блессит умер 14 января 2025 года в возрасте 84 лет.